# Sture Gyllö
Sture Artur Gyllö, född 13 april 1913 i Karlshamns församling i Blekinge län, död 27 april 1991 i Engelbrekts församling i Stockholms län, var en svensk militär.

## Biografi
Gyllö avlade studentexamen 1936. Han avlade officersexamen vid Kungliga Krigsskolan 1938 och utnämndes till fänrik vid Livgrenadjärregementet samma år. Han studerade vid Kungliga Krigshögskolan 1945–1947, befordrades till kapten vid regementet 1946 och tjänstgjorde 1949–1954 vid Försvarsstaben och Arméstaben. Han tjänstgjorde vid Dalregementet 1954–1955, studerade vid Försvarshögskolan 1955 och var chef för Kvartermästaravdelningen vid Försvarsstaben 1955–1960, befordrad till major 1956. År 1960 befordrades han till överstelöjtnant och var 1960–1961 militärassistent vid Rikskommissionen för ekonomisk försvarsberedskap. Åren 1962–1978 var han byråchef och ställföreträdande generaldirektör vid Överstyrelsen för ekonomiskt försvar. Han inträdde 1969 som överste i reserven. Åren 1978–1979 var han sakkunnig i Handelsdepartementet.
Sture Gyllö invaldes 1961 som ledamot av Kungliga Krigsvetenskapsakademien.